# Nattriss Point
Der Nattriss Point ist eine felsige Landspitze, die das östliche Ende von Saunders Island im Archipel der Südlichen Sandwichinseln darstellt.
Die erste Vermessung geht 1819 auf die erste russische Antarktisexpedition unter der Leitung von Fabian Gottlieb von Bellingshausen zurück. Eine neuerliche Vermessung  nahmen 1930 Wissenschaftler der britischen Discovery Investigations vor. Diese benannten die Landspitze nach E. A. Nattriss (1881–1960), Mitglied des Ausschusses der Discovery Investigations.